# Kildare (Île-du-Prince-Édouard)
Kildare est une communauté dans le comté de Prince de l'Île-du-Prince-Édouard, Canada, au nord-ouest de Alberton.